# Oberlohberg
Oberlohberg ist ein Ortsteil von Dinslaken und hat 4.431 Einwohner (Stand Dezember 2024).

## Geschichte
Oberlohberg gehörte bis 1905 zur Bürgermeisterei Dinslaken-Land und danach bis 1917 zur Bürgermeisterei Hiesfeld und liegt im Norden Dinslakens.
Auf dem Oberlohberg bildeten einige Anwesen die Hiesfelder Bauernschaft Oberlohberg. Die Hiesfelder und Oberlohberger Gemeinden hatten sich 1585 nahezu geschlossen dem Protestantismus zugewandt. Die verbliebenen Katholiken mussten zur Feier ihrer Gottesdienste bis nach Dinslaken in die St.-Vincentius-Kirche. Die Zahl der Katholiken stieg jedoch durch den Zuzug von Arbeitern in der Zeit der Industrialisierung. Insbesondere die Nähe zum geplanten Bergwerk Lohberg ließ eine Verstärkung dieser Entwicklung erwarten. Daher erteilte der Dinslakener Bürgermeister Bernsau im Jahr 1883 die Genehmigung zum Bau einer Kirche am höchsten Punkt Oberlohbergs, der Herz-Jesu-Kirche.

## Geographie
Oberlohberg wird im Osten durch die Autobahn A 3, welche Oberlohberg von Grafschaft und Sträterei trennt, im Norden von Hünxe-Bruckhausen, im Westen von Lohberg und im Süden und Südosten von Hiesfeld begrenzt. Der Ort dient in erster Linie als Wohngebiet und zeichnet sich durch seine Nähe zu waldreichen Naherholungsgebieten mit Ausflugslokalen im Bereich des Rotbachtals und des Hünxerwaldes aus. Zum Siedlungsbezirk Oberlohberg gehört die Siedlung Pestalozzidorf. Eine Sehenswürdigkeit ist die katholische Herz-Jesu-Kirche. Oberlohberg verfügt nicht nur über eine eigene Kirche, sondern auch über einen eigenen Kindergarten und einen Langtag, wo berufstätige Eltern ihre Kinder bis 17 Uhr abgeben können.
Oberlohberg wird immer mehr erweitert, um mehr Wohnraum (vor allem sozialer Wohnraum ist geplant) zur Verfügung zu stellen. Hierdurch rückt Oberlohberg weg von seinem ursprünglich ländlichen und bäuerlichen Charakter, hin zu einer Wohnsiedlung.

## Namensherkunft
Namensgebend ist der Oberlohberg. Vor Überlagerung mit einer Bergehalde erreichte dieser eine Höhe von 68 m über NN und war ursprünglich mit jungen Eichen bewachsen, welche zur Lohschälerei genutzt wurden:
Zur Herstellung von Leder brauchte man in früherer Zeit Lohe. Das ist die Rinde von jungen Eichen mit der darin enthaltenen Gerbsäure. Bevorzugt im Frühjahr, wenn der Baum im Saft stand, entfernte man die Rinde vom Stamm der etwa 20 bis 30 Jahre alten Eichen mit einem Lohlöffel. Die kahlen Stangen wurden abgeschlagen und fanden als Brennholz Verwendung. Da Eichen das auf den Stock setzen gut vertragen, entstanden am Boden wieder neue Austriebe, die dann später wieder zur Schälung genutzt wurden.
In einigen Gegenden wurden auch die abgeholzten Waldstücke „gebrannt“, um die kleinen Äste zu beseitigen, Unkraut zu vernichten und mineralischen Dünger zu gewinnen. Im Mai pflanzte man dann Kartoffeln, im zweiten Jahr Wintergetreide (Roggen) und im dritten Jahr Sommergetreide (Hafer, Gerste, Buchweizen) zwischen die schon austreibenden Wurzelstücke. Danach nahm der Aufwuchs der jungen Eichen wieder Platz ein.
Die Lohe wurde in der Scheune getrocknet und nach der Lagerung in Bünden zu etwa 40 Pfund zusammengefasst.
Dann brachte man die Rindenstücke zu den Hiesfelder Mühlen und verkaufte sie dem Müller. Dieser häckselte und mahlte sie, um sie danach in kleinen Blöcken an die Dinslakener Gerbereien weiter zu verkaufen.
Dorthin hatten Metzger und Viehhalter Felle ihrer geschlachteten Tiere verkauft. Diese wurden dann, nachdem man sie zuvor enthaart hatte, zusammen mit der Loh-Konstanz in eine mit Wasser gefüllte Grube gelegt. Nach ein paar Tagen entstand eine gerbsäurehaltige Brühe. Diese baute die eiweißhaltigen Stoffe der Haut ab. Die Häute wurden getrocknet und konnten dann als Leder verarbeitet werden.
Die übrig gebliebene ausgelaugte Lohe wurde getrockneten und gepresst. Der so entstandene Lohkuchen diente zum Ofenanzünden und auch zur Feuerung. Zudem fand er Verwendung in der medizinischen Behandlung von Hautkrankheiten.

## Anbindung
Der Ortsteil ist durch die Buslinien 17 und 98 des Verkehrsverbundes Rhein-Ruhr an das Nahverkehrsnetz angeschlossen. Er liegt an der Landesstraße 462 und an der Kreisstraße 8. Die Entfernung nach Dinslaken beträgt rund 4,5 km.